# Ланкаширский котёл

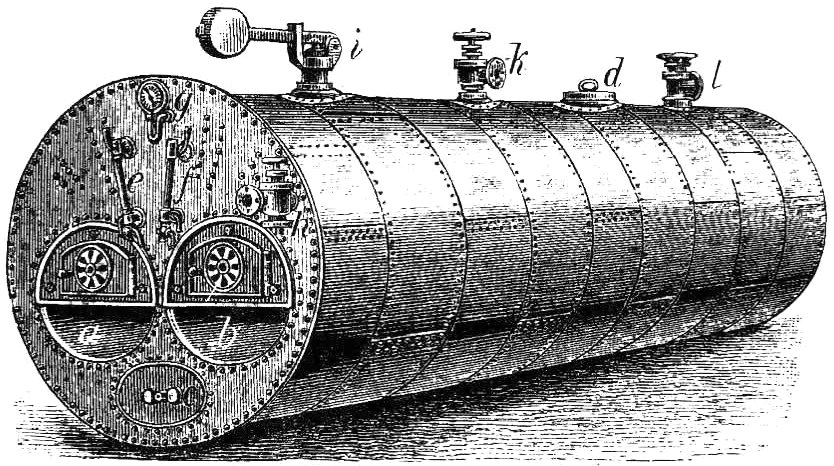
a, b — жаровые трубы, с — люк для чистки, d — лаз, е и f — водомерные стекла, h — питательный клапан, i — предохранительный клапан, k, l — паровые (стопорные) клапаны

Ланкаширский котёл (англ. Lancashire boiler) — промышленный паровой котёл с двумя или тремя жаровыми трубами, проходящими внутри цилиндрической ёмкости, заполняемой водой. Пароотвод производится из верхней части ёмкости. Топка расположена в начале жаровых труб, продукты сгорания могут отводиться сверху или снизу котла, в первом случае обеспечивая дополнительный подогрев воды, а во втором — высушивая произведённый пар.
Конструкция ланкаширского котла является простой и находит применение при потребном парообразовании порядка 1 т в час, например, в небольших котельных установках или для паровых машин относительно малой мощности.
Улучшения характеристик ланкаширского котла может достигаться установкой внутри жаровых труб кипятильных, увеличением числа жаровых труб до трёх, комбинацией с трубчатыми котлами.
В целом, уже перед Второй мировой войной ланкаширский котёл считался устаревшим типом, уступая, например, трубчатым как в эффективности, так и в безопасности.

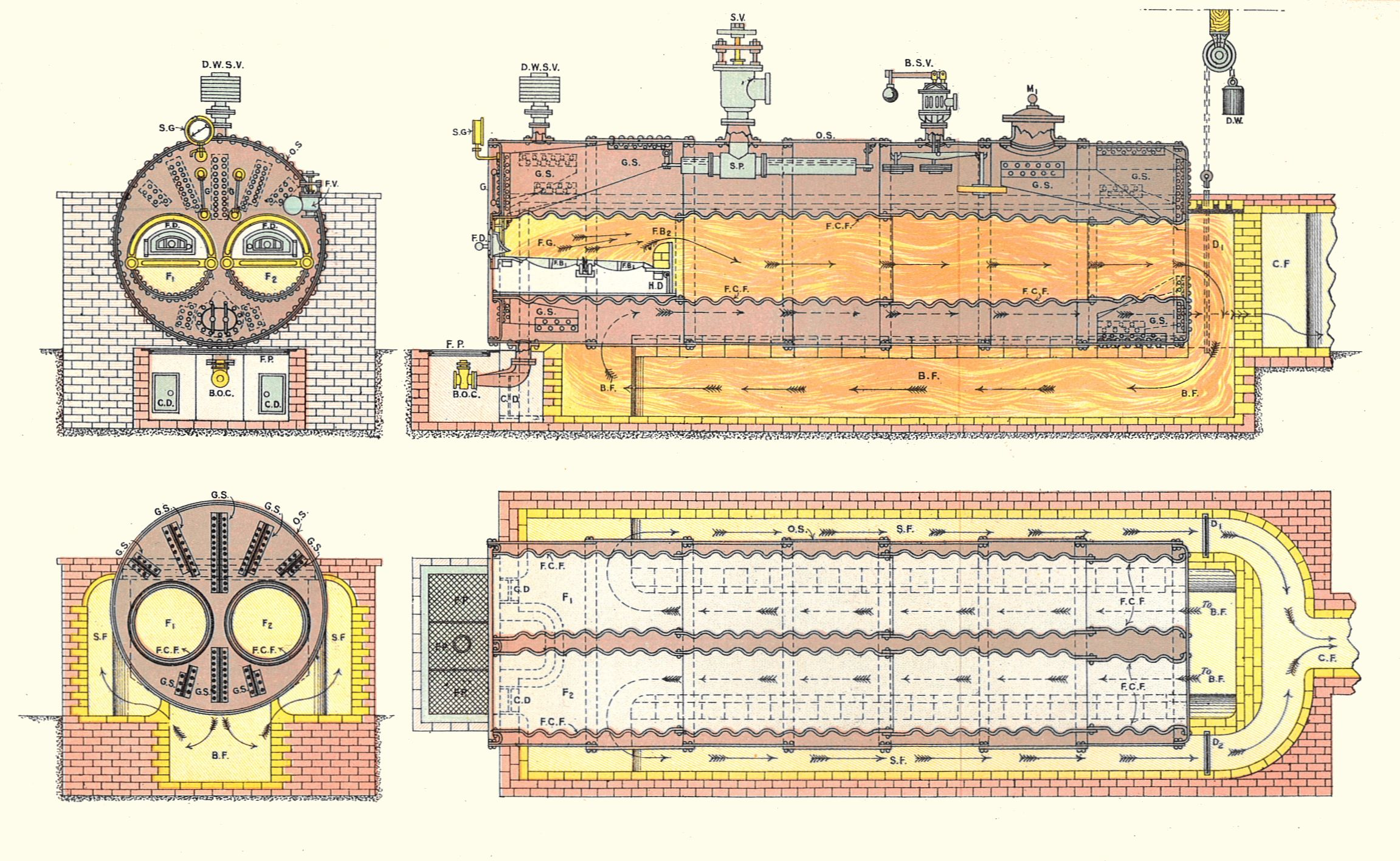
Внутреннее устройство (Jamieson, Elementary Manual on Heat Engines)